# Melnsalas purvs
Melnsalas purvs este o arie protejată (arie specială de conservare — SAC, sit de importanță comunitară — SCI, arie de protecție specială avifaunistică — SPA) din Letonia întinsă pe o suprafață de 611,54 ha, integral pe uscat.

## Localizare
Centrul sitului Melnsalas purvs este situat la coordonatele 57°31′42″N 26°28′44″E / 57.5284°N 26.479°E.

## Înființare
Situl Melnsalas purvs a fost declarat arie de protecție specială avifaunistică în decembrie 2002 pentru a proteja 9 specii de animale. Alte tipuri de protecție:
- sit de importanță comunitară (în mai 2004)
- arie specială de conservare (în mai 2004)[1][3][4]

## Biodiversitate
Situată în ecoregiunea boreală, aria protejată conține 8 habitate naturale: Lacuri și iazuri distrofice naturale, Turbării active, Mlaștini oligotrofe degradate, capabile încă de regenerare naturală, Mlaștini turboase de tranziție și turbării mișcătoare, Depresiuni pe substraturi de turbă de Rhynchosporion, Taiga vestică, Păduri caducifoliate bătrâne naturale hemiboreale fino-scandinave (Quercus, Tilia, Acer, Fraxinus sau Ulmus) bogate în specii epifite, Mlaștini împădurite.
La baza desemnării sitului se află mai multe specii protejate de  păsări (9): gârliță mare (Anser albifrons), gâscă de semănătură (Anser fabalis), ciocănitoare neagră (Dryocopus martius), cocor (Grus grus), ciocârlie de pădure (Lullula arborea), ciocănitoare de munte (Picoides tridactylus), cocoșul de mesteacăn (Tetrao tetrix tetrix),  cocoș de munte (Tetrao urogallus), fluierar de mlaștină (Tringa glareola)
Pe lângă speciile protejate, pe teritoriul sitului au mai fost identificate 4 specii de plante, 1 specie de mamifere, 4 specii de nevertebrate.